# Katolická církev v Botswaně
Katolická církev v Botswaně je křesťanské společenství, ke kterému se hlásí asi 100 tisíc obyvatel. Je v jednotě s papežem. Má jednu diecézi a jeden apoštolský vikariát.

## Struktura

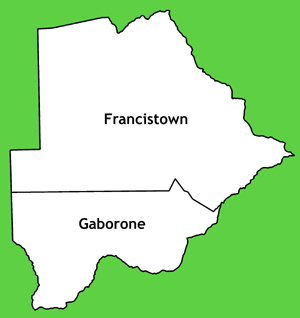
Mapa diecézí v Botswaně

Botswana má jednu diecézi a jeden apoštolský vikariát. Obě tyto církevní území patří pod metropolitní arcidiecézi Pretoria, která se nachází v Jihoafrické republice a slouží mše v latinském (římském) ritu.
- Diecéze Gaborone (zal. 1966) – současný biskup Valentine Tsamma Seane

- Apoštolský vikariát Francistown (zal. 1998) – současný biskup Frank Atese Nubuasah, S.V.D.

Nemá vlastní biskupskou konferenci, ale patří pod konferenci Southern African Catholic Bishops’ Conference, kam patří také Svazijsko a Jihoafrická republika. Současným předsedou je arcibiskup Cape Townu Stephen Brislin (Jihoafrická republika).

## Apoštolská nunciatura
Apoštolská nunciatura v Botswaně byla založena roku 2009 papežem Benediktem XVI. V minulosti byla jen apoštolskou delegací (zal. 2000). Současným apoštolským nunciem je Peter Bryan Wells, titulární arcibiskup marcianopoliský.
Seznam apoštolských delegátů a nunciů
Apoštolští delegáti
- Blasco Francisco Collaço (2000–2006) – titulární arcibiskup Octavy
- James Patrick Green (2006–2009) – titulární arcibiskup Altina

Apoštolští nunciové
- James Patrick Green (2009–2012) – titulární arcibiskup Altina
- Mario Roberto Cassari (2012–2015) – titulární arcibiskup Tronta
- Peter Bryan Wells, titulární arcibiskup marcianopoliský (od 2016)